# Tân ấn tượng

Un dimanche après-midi à l'Île de la Grande Jatte bởi Georges Seurat

Tân ấn tượng là một xu hướng nghệ thuật ra đời sau chủ nghĩa ấn tượng. Sau khi trường phái ấn tượng xuất hiện, tổ chức nhiều cuộc triển lãm nhưng vẫn chưa được đông đảo công chúng ủng hộ, hai họa sĩ người Pháp là Georges Seurat và Paul Signac nhìn nhận thấy những điểm cần thay đổi. Seurat muốn làm cho nghệ thuật ấn tượng trở nên vững chãi hơn, dựa trên cơ sở của khoa học. Thứ mà hai người dựa vào chính là những thành tựu của quang học. Dựa trên những tương phản về sắc độ, ánh sáng, các họa sĩ Tân ấn tượng rút ngắn nét vẽ thành những chấm màu nguyên chất đặt cạnh nhau. Nhiều nhà nghiên cứu đã gọi nghệ thuật Tân ấn tượng là nghệ thuật chấm màu.
Georges Seurat là người đứng đầu của trào lưu này. Ông đã tập hợp các họa sĩ bị các triển lãm chính thức từ chối lập nên phòng tranh của các họa sĩ độc lập (Salon des Indépendants). Mặc dù vậy, trào lưu Tân ấn tượng cũng chỉ tồn tại được 4 năm ngắn ngủi.